# Doru Davidovici
Doru Davidovici (1945 - 1989), foi um aviador e escritor nascido na Roménia. Jjudeu de família, Doru Davidovici se tornou um dos mais amados  romenos de ficção da década de 1980. Durante os anos comunistas, os seus livros deram um senso incomum de liberdade e novos horizontes, descrevendo a experiência de voar, e da proximidade que se forjou - tanto entre os pilotos, como entre os pilotos e suas máquinas. O plano é visto por Davidovici não simplesmente como uma máquina que permite voar, mas como um personagem real, com personalidade própria e quase com a sua própria alma.
Seu trabalho é influenciado por escritores como Ray Bradbury, Tudoran Radu e Bertolt Brecht. Os títulos incluem Os cavalos de Voronet (1974), A Cor do Céu (1981), Silver Wings (1983) e Rise and Walk (1989).
Mantendo um senso de proporção, é razoável estabelecer um paralelo entre Davidovici e o aviador e escritor francês Antoine de Saint Exupéry. Ambos encontraram uma fonte de inspiração literária em sua profissão, e ambos morreram, por volta da mesma idade, pilotando um avião de caça.
Ao lado de sua obra narrativa, Doru Davidovici é conhecido por seu ensaio sobre UFOs, os meus colegas do desconhecido. Aqui Davidovici diz respeito, mais uma vez através dos olhos de seu piloto, os OVNIs e as questões levantadas pela sua existência presumida.
Doru Davidovici perdeu a vida juntamente com Dumitru Petra em 20 de Abril de 1989, durante procedimentos de pouso enquanto voava em seu MiG-21 a partir de um voo de treinamento de volta para Roaf 86 da Base Aérea.